# Coffre de la Guette
Le coffre de la Guette est un coffre mégalithique situé en Forêt de Paimpont dans le département français d'Ille-et-Vilaine.

## Description
Le monument a été découvert en 1982 par M. Cabaret. Jacques Briard en a entrepris le dégagement et le relevé. Le coffre est de forme est presque rectangulaire. Il est délimité, au nord par de petites dalles en pierre qui devait constituer un appareillement, à l'ouest par une belle dalle de schiste (longueur 1,65 m, hauteur 0,80 m, épaisseur 0,37 m) légèrement penchée vers l'intérieur, à l'est par deux dalles désormais enfoncées vers l'intérieur du coffre et au sud par un muret de dallettes désormais détruit. Le coffre a pu être recouvert soit d'une dalle, soit de pierres empilées en encorbellement. Un cairn grossièrement appareillé de 3,50 m de diamètre au maximum recouvrait l'ensemble,.
Le monument devait comporter un dallage intérieur désormais complètement démantelé par des fouilles antérieures et les racines de la végétation environnante. Briard y a recueilli quelques tessons de poteries de type campaniforme. Le monument est daté de 2000 av. J.-C..